# Yousef Nasser
Yousef Nasser (en árabe: يوسف ناصر‎, Kuwait, Kuwait; 9 de octubre de 1990) es un futbolista kuwaití que juega en la posición de delantero con el Kuwait SC de la Liga Premier de Kuwait.

## Carrera

### Club
| Periodo   | Club                  | Apariciones | Goles |
| --------- | --------------------- | ----------- | ----- |
| 2009–2017 | Kazma SC              | 138         | 54    |
| 2013      | → Ajman Club (cedido) | 16          | 2     |
| 2017–2018 | Al-Nahda Club         | 9           | 6     |
| 2018–2019 | Qadsia SC             | 8           | 7     |
| 2019–     | Kuwait SC             | 37          | 28    |

### Selección nacional
Jugó para Kuwait en 105 ocasiones de 2009 a 2022 y anotó 49 goles; ganó el Campeonato de la WAFF y la Copa de Naciones del Golfo en 2010 y participó en dos ediciones de la Copa Asiática.

## Logros

### Club
- Kuwait Emir Cup: 2011
- Kuwait Federation Cup: 2015–16

### Selección nacional
- WAFF Championship: 2010
- Gulf Cup of Nations: 2010

## Estadísticas

### Goles con selección nacional
| N.º | Fecha                   | Sede                                              | Rival                  | Marcador | Resultado | Torneo                                               |
| --- | ----------------------- | ------------------------------------------------- | ---------------------- | -------- | --------- | ---------------------------------------------------- |
| 1.  | 10-10-2009              | Mokhtar El-Tetsh Stadium, Cairo                   | Jordania               | 2–1      | 2–1       | Amistoso                                             |
| 2.  | 6-1-2010                | Al Kuwait Sports Club Stadium, Kuwait City        | Australia              | 2–2      | 2–2       | Clasificación para la Copa Asiática de 2011          |
| 3.  | 25-2-2010               | Tahnoun bin Mohammed Stadium, Al Ain              | Baréin                 | 3–1      | 4–1       | Amistoso                                             |
| 4.  | 3-9-2010                | Al-Sadaqua Walsalam Stadium, Kuwait City          | Siria                  | 3–0      | 3–0       | Amistoso                                             |
| 5.  | 28-9-2010               | King Abdullah Stadium, Amán                       | Jordania               | 1–2      | 2–2       | Campeonato de la WAFF 2010                           |
| 6.  | 3-10-2010               | King Abdullah Stadium, Amán                       | Irán                   | 2–0      | 2–1       | Campeonato de la WAFF 2010                           |
| 7.  | 12-10-2010              | Jaber Al-Ahmad International Stadium, Kuwait City | Vietnam                | 1–1      | 3–1       | Amistoso                                             |
| 8.  | 12-10-2010              | Jaber Al-Ahmad International Stadium, Kuwait City | Vietnam                | 2–1      | 3–1       | Amistoso                                             |
| 9.  | 14-11-2010              | Al Nahyan Stadium, Abu Dhabi                      | India                  | 1–0      | 9–1       | Amistoso                                             |
| 10. | 22-11-2010              | 22 May Stadium, Aden                              | Catar                  | 1–0      | 1–0       | Copa de Naciones del Golfo de 2010                   |
| 11. | 31-12-2010              | Suez Stadium, Suez                                | Zambia                 | 1–0      | 4–0       | Amistoso                                             |
| 12. | 2-7-2011                | Camille Chamoun Sports City Stadium, Beirut       | Líbano                 | 3–0      | 6–0       | Amistoso                                             |
| 13. | 2-7-2011                | Camille Chamoun Sports City Stadium, Beirut       | Líbano                 | 5–0      | 6–0       | Amistoso                                             |
| 14. | 6-7-2011                | Camille Chamoun Sports City Stadium, Beirut       | Omán                   | 1–1      | 1–1       | Amistoso                                             |
| 15. | 23-7-2011               | Mohammed Al-Hamad Stadium, Hawally                | Filipinas              | 1–0      | 3–0       | Clasificación para la Copa Mundial de Fútbol de 2014 |
| 16. | 28 de julio de 2011     | Rizal Memorial Stadium, Manila                    | Filipinas              | 1–1      | 2–1       | Clasificación para la Copa Mundial de Fútbol de 2014 |
| 17. | 2 de septiembre de 2011 | Tahnoun bin Mohammed Stadium, Al Ain              | Emiratos Árabes Unidos | 1–0      | 3–2       | Clasificación para la Copa Mundial de Fútbol de 2014 |
| 18. | 2 de septiembre de 2011 | Tahnoun bin Mohammed Stadium, Al Ain              | Emiratos Árabes Unidos | 3–0      | 3–2       | Clasificación para la Copa Mundial de Fútbol de 2014 |
| 19. | 14-12-2011              | Ahmed bin Ali Stadium, Al-Rayyan                  | Omán                   | 1–0      | 2–0       | Juegos Panarábicos de 2011                           |
| 20. | 14-12-2011              | Ahmed bin Ali Stadium, Al-Rayyan                  | Omán                   | 2–0      | 2–0       | Juegos Panarábicos de 2011                           |
| 21. | 8-12-2012               | Al-Sadaqua Walsalam Stadium, Kuwait City          | Palestina              | 1–0      | 2–1       | Campeonato de la WAFF 2012                           |
| 22. | 14-12-2012              | Al-Sadaqua Walsalam Stadium, Kuwait City          | Líbano                 | 1–0      | 2–1       | Campeonato de la WAFF 2012                           |
| 23. | 6-1-2013                | Khalifa Sports City Stadium, Isa Town             | Yemen                  | 1–0      | 2–0       | Copa de Naciones del Golfo de 2013                   |
| 24. | 12-1-2013               | Bahrain National Stadium, Riffa                   | Arabia Saudita         | 1–0      | 1–0       | Copa de Naciones del Golfo de 2013                   |
| 25. | 9-10-2013               | King Abdullah Stadium, Amán                       | Jordania               | 1–1      | 1–1       | Amistoso                                             |
| 26. | 15-10-2013              | Camille Chamoun Sports City Stadium, Beirut       | Líbano                 | 1–0      | 1–1       | Clasificación para la Copa Asiática 2015             |
| 27. | 19-11-2013              | Al Kuwait Sports Club Stadium, Kuwait City        | Tailandia              | 1–0      | 3–1       | Clasificación para la Copa Asiática 2015             |
| 28. | 19-11-2013              | Al Kuwait Sports Club Stadium, Kuwait City        | Tailandia              | 3–1      | 3–1       | Clasificación para la Copa Asiática 2015             |
| 29. | 11-10-2014              | King Abdullah Stadium, Amán                       | Jordania               | 1–0      | 1–0       | Amistoso                                             |
| 30. | 17 de noviembre de 2014 | Prince Faisal bin Fahd Stadium, Riad              | Emiratos Árabes Unidos | 1–2      | 2–2       | Copa de Naciones del Golfo de 2014                   |
| 31. | 11 de junio de 2015     | Saida Municipal Stadium, Sidon                    | Líbano                 | 1–0      | 1–0       | Clasificación para la Copa Mundial de Fútbol de 2018 |
| 32. | 3-9-2015                | Abdullah bin Khalifa Stadium, Doha                | Birmania               | 1–0      | 9–0       | Clasificación para la Copa Mundial de Fútbol de 2018 |
| 33. | 3-9-2015                | Abdullah bin Khalifa Stadium, Doha                | Birmania               | 3–0      | 9–0       | Clasificación para la Copa Mundial de Fútbol de 2018 |
| 34. | 8-9-2015                | New Laos National Stadium, Vientián               | Laos                   | 1–0      | 2–0       | Clasificación para la Copa Mundial de Fútbol de 2018 |
| 35. | 11 de mayo de 2018      | Al Kuwait Sports Club Stadium, Kuwait City        | Palestina              | 2–0      | 2–0       | Amistoso                                             |
| 36. | 20 de noviembre de 2018 | Ali Sabah Al-Salem Stadium, Al Farwaniyah         | Siria                  | 1–2      | 1–2       | Amistoso                                             |
| 37. | 25 de marzo de 2019     | Al-Ahmadi Stadium, Al-Ahmadi                      | Nepal                  | 1–0      | 1–0       | Amistoso                                             |
| 38. | 5-9-2019                | Al Kuwait Sports Club Stadium, Kuwait City        | Nepal                  | 1–0      | 7–0       | Clasificación para la Copa Mundial de Fútbol de 2022 |
| 39. | 5-9-2019                | Al Kuwait Sports Club Stadium, Kuwait City        | Nepal                  | 3–0      | 7–0       | Clasificación para la Copa Mundial de Fútbol de 2022 |
| 40. | 14-11-2019              | Jaber Al-Ahmad International Stadium, Kuwait City | China Taipéi           | 1–0      | 9–0       | Clasificación para la Copa Mundial de Fútbol de 2022 |
| 41. | 14-11-2019              | Jaber Al-Ahmad International Stadium, Kuwait City | China Taipéi           | 5–0      | 9–0       | Clasificación para la Copa Mundial de Fútbol de 2022 |
| 42. | 30-11-2019              | Abdullah bin Khalifa Stadium, Doha                | Omán                   | 1–2      | 1–2       | Copa de Naciones del Golfo de 2019                   |
| 43. | 2-12-2019               | Khalifa International Stadium, Doha               | Baréin                 | 1–1      | 2–4       | Copa de Naciones del Golfo de 2019                   |
| 44. | 15-6-2021               | Jaber Al-Ahmad International Stadium, Kuwait City | China Taipéi           | 1–0      | 2–1       | Clasificación para la Copa Mundial de Fútbol de 2022 |
| 45. | 15-6-2021               | Jaber Al-Ahmad International Stadium, Kuwait City | China Taipéi           | 2–1      | 2–1       | Clasificación para la Copa Mundial de Fútbol de 2022 |
| 46. | 1-6-2022                | Al Nahyan Stadium, Abu Dhabi                      | Singapur               | 2–0      | 2–0       | Amistoso                                             |
| 47. | 8-6-2022                | Jaber Al-Ahmad International Stadium, Kuwait City | Indonesia              | 1–0      | 1–2       | Clasificación para la Copa Asiática 2023             |
| 48. | 11-6-2022               | Jaber Al-Ahmad International Stadium, Kuwait City | Nepal                  | 2–0      | 4–1       | Clasificación para la Copa Asiática 2023             |
| 49. | 11-6-2022               | Jaber Al-Ahmad International Stadium, Kuwait City | Nepal                  | 3–0      | 4–1       | Clasificación para la Copa Asiática 2023             |